# Biblioteca Pública Municipal de Paraíso
La Biblioteca Pública de Paraíso conforma una de las 56 Bibliotecas públicas que rige el Sistema Nacional de Bibliotecas (SINABI) entidad adscrita al Ministerio de Cultura y Juventud A su vez, forma parte de los servicios comunales que ofrece la Municipalidad del Cantón de Paraíso en la Provincia de Cartago en Costa Rica.

## Biblioteca Pública Municipal de Paraíso
La Biblioteca Pública Municipal de Paraíso fue creada en 1956, por acuerdo establecido en el Consejo Municipal. Se ha ubicado en diferentes lugares y desde 1983 ocupa un espacio en el Edificio Municipal del Cantón de Paraíso
Es una Unidad de Información de acceso para los usuarios de la comunidad de Paraíso, donde se atienden solicitudes por parte de niños, jóvenes y adultos. Permite el acceso a la información bibliográfica y cultural, fomentando la lectura y la difusión de la información y educación en la comunidad. 
La Biblioteca Pública Municipal de Paraíso tiene con un acervo bibliográfico, un archivo documental y una sala infantil. Realiza actividades de extensión cultural como talleres de animación a la lectura, conferencias, exposiciones, entre otras.
- Misión

Existencia de un espacio en la comunidad del cantón de Paraíso de Cartago, que permita el acceso a la información libre y democráticamente, sin discriminación de credo, raza o nacionalidad, bajo los principios de respeto y tolerancia, coadyuvando al desarrollo económico, social y cultural de los individuos que conforman la comunidad.
- Visión

Fortalecimiento de ese espacio de encuentro para la formación de lectores, para el aprendizaje continuo y para el crecimiento intelectual, espiritual y artístico de los usuarios y las usuarias de la biblioteca, mediante el acceso libre y democrático a la información en los distintos formatos.  Ofreciendo para el ello la posibilidad de tener a recursos tecnológicos de punta. 

## Colección
Entre los materiales que conforman la colección de la Biblioteca Pública Municipal de Paraíso se encuentran libros, revistas, publicaciones periódicas, material audiovisual y formatos digitales de los documentos.

## Servicios
Los servicios que ofrece la Biblioteca Pública Municipal de Paraíso a la comunidad involucran el fomento y acceso a la información  y el conocimiento, así como la difusión cultural. Para que los usuarios utilicen los servicios que brinda la biblioteca solamente deben presentarse en las instalaciones de la misma y solicitar lo que necesitan; principalmente, ofrece, los siguientes servicios: 
- Servicio de referencia en la biblioteca, presencial,  telefónica y en línea: los bibliotecarios colaboran con el usuario en la búsqueda y recuperación de la información
- Préstamo de libros para la sala y a domicilio: se facilitan los libros de texto y de diversos temas
- Sección de revistas y publicaciones periódicas: se ofrecen Revistas científicas para la investigación, culturales y de entretenimiento. Asimismo, los periódicos nacionales
- Materiales audiovisuales para ver y oír en la biblioteca como documentales o películas
- Sala infantil: para la lectura de libros de cuentos adaptados a la edad de los niños
- Sala de cómputo con servicio de internet gratuito, para el acceso a internet inalámbrico gratis
- Programa de alfabetización digital para la formación de usuarios en estrategias de Alfabetización informacional enfocado a jóvenes, adultos y Adultos mayores
- Préstamo de e-readers para el acceso a formatos digitales
- Actividades de fomento y animación de lectura
- Actividades de promoción artístico-cultural
- Actividades de fortalecimiento de la memoria e identidad cultural paraiseña